# Orogrande, New Mexico
Orogrande, New Mexico (енгл. Orogrande) насељено је место без административног статуса у америчкој савезној држави Њу Мексико.

## Демографија
По попису из 2010. године број становника је 52.
| Група             | 2000.    | 2010.      |
| Белци             | 0 (0,0%) | 32 (61,5%) |
| Афроамериканци    | 0 (0,0%) | 0 (0,0%)   |
| Азијати           | 0 (0,0%) | 4 (7,7%)   |
| Хиспаноамериканци | 0 (0,0%) | 16 (30,8%) |
| Укупно            | 0        | 52         |